# La Unión de Formosa (pallacanestro)
Il Club La Unión de Formosa è una società di pallacanestro argentina con sede a Formosa, capoluogo dell'omonima provincia.
Fondato il 5 agosto 2004, disputa la LNB.